# センチュリー (クリケット)

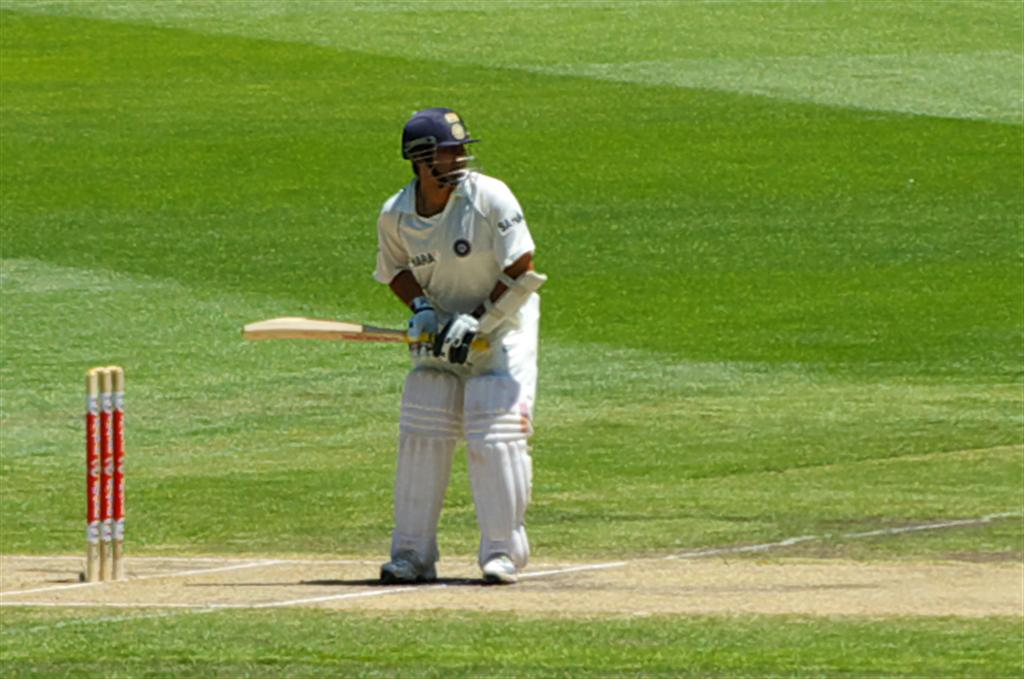
サチン・テンドルカールはテスト・クリケットにおける最多得点と最多センチュリー記録保持者である

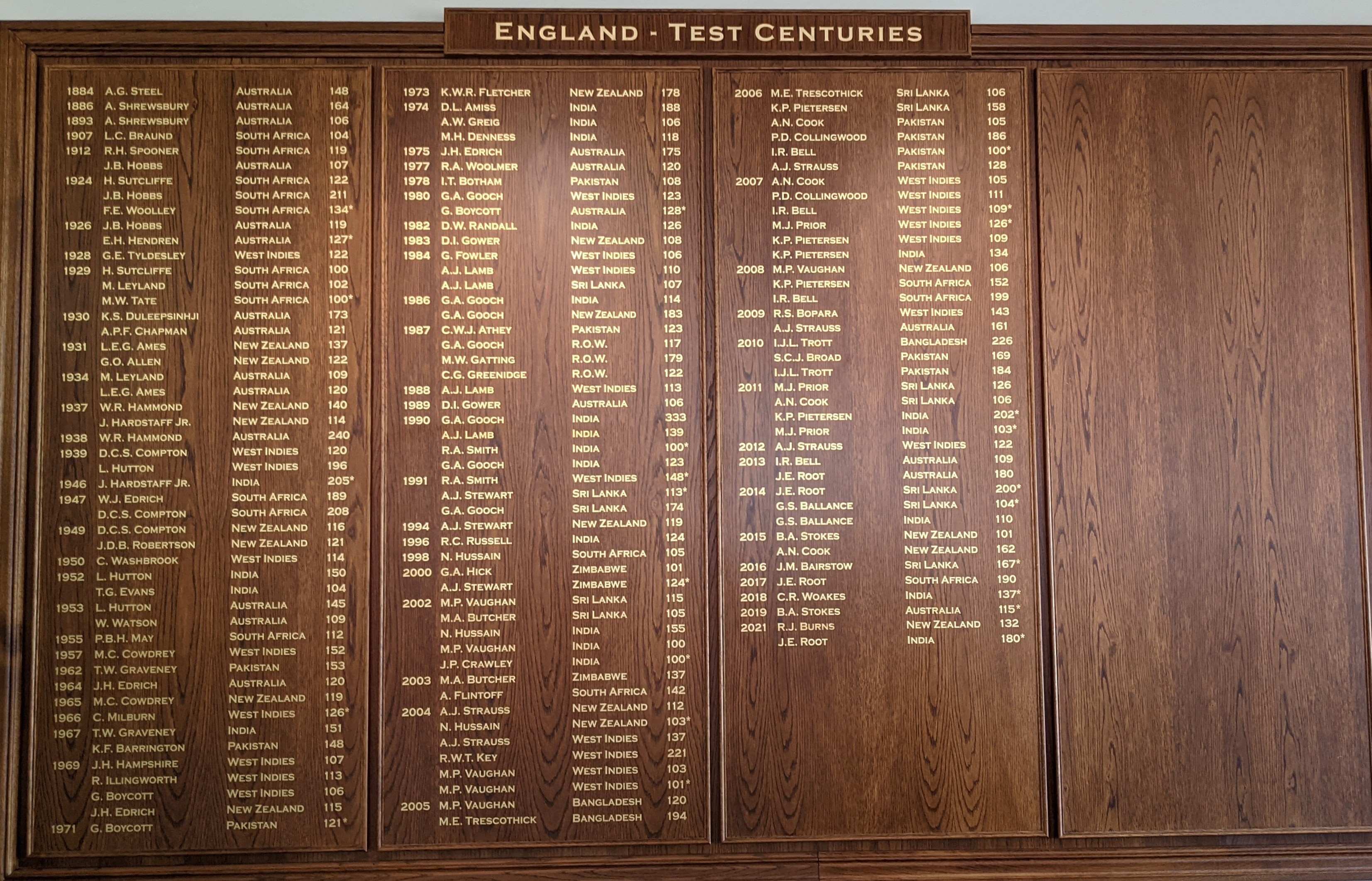
ローズの名誉ボード

センチュリー（Century）とはクリケットにおいて、1人の打者が1イニングで100ラン以上を獲得することである。

## 概要
クリケットでは2人のバッツマンと一緒に打席に立つため、「センチュリーパートナーシップ」と呼ばれる。
クリケットでセンチュリーを達成することはボウラーが5ウィケットを獲得することとみなされている。トンやハンドレッドなどと呼ばれることもある。
また200点を超えるスコアは統計上はセンチュリーとしてカウントされるが、これらのスコアは200から299ランのときはダブル、300から399ランはトリプル、400から499ランはクアドラプルセンチュリーなどと呼ばれる。イニングで50ランに到達することはハーフセンチュリーとしても知られている。 
ロンドンにあるローズ・クリケット・グラウンドでセンチュリーを達成すると、打者はロードの栄誉ボードに名を遺すことができる。 